# São Gonçalo dos Campos
São Gonçalo dos Campos es un municipio brasileño del estado de Bahía, localizado en la Región Metropolitana de Feria de Santana. Su población estimada en 2008 conforme al IBGE era de 30.401 habitantes. 